# Carballeda de Avia
Carballeda de Avia – gmina w Hiszpanii, w prowincji Ourense, w Galicji, o powierzchni 46,37 km². W 2011 roku gmina liczyła 1487 mieszkańców.